# Антипенко (остров)
Остров Антипенко — остров в заливе Петра Великого Японского моря. Расположен на входе в бухту Баклан, в 47 км к юго-западу от Владивостока. Принадлежит Хасанскому району Приморского края.

## История
Остров обследован и нанесён на карту экспедицией подполковника корпуса флотских штурманов В. М. Бабкина в 1862—1863 годах с борта корвета «Калевала». Назван по фамилии механика корвета «Калевала» прапорщика корпуса инженеров-механиков И. И. Антипенко.

## География

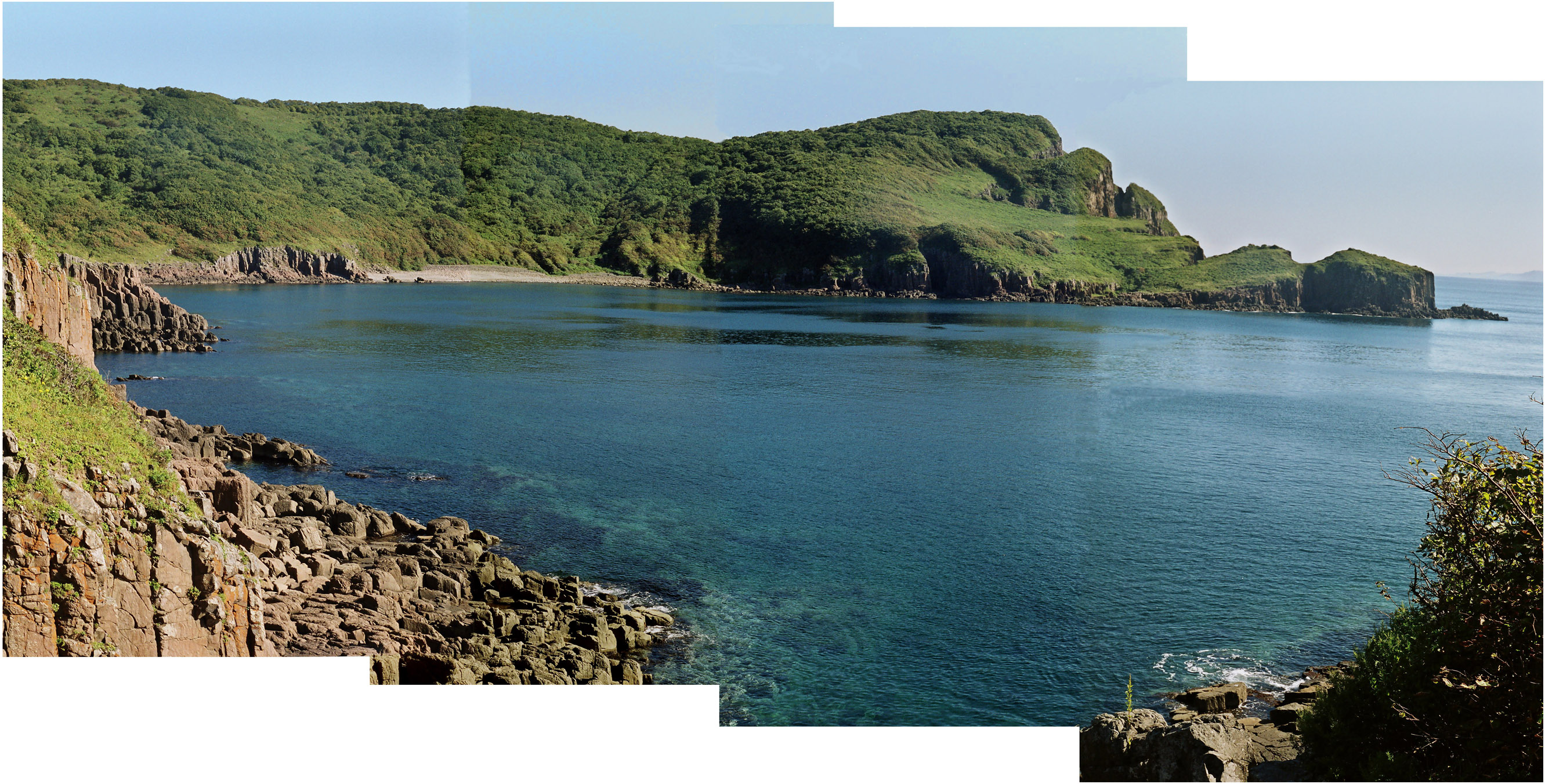
Бухта на юго-восточной стороне острова

Протяженность острова Антипенко с запада на восток составляет около 1,8 км, с севера на юг — 1,2 км. Максимальная высота над уровнем моря 102 м. Покрыт большей частью широколиственным лесом и, местами (на южном берегу и у северного мыса), кустарником. В юго-восточной части острова находится небольшая бухточка, входные мысы в которую скалисты и обрывисты, а берег вершины окаймлен пляжем, состоящим из валунов и гальки (см. фото). Глубины в бухте 5—10 м, грунт каменистый. В неё впадает ручей. Ещё два маленьких источника пресной воды расположены на западном и северном берегу острова. Посредине прохода между островами Антипенко и Сибирякова находится кекур Колонна и песчаная банка. У северо-восточной оконечности острова есть маленький скалистый островок Птичий. Постоянное население на острове отсутствует, однако в летне-осенний период остров активно посещается туристами и отдыхающими.